# کوهی، سغد
کوهی (پیشتر: خمارِ گُنگ) یک منطقهٔ مسکونی در تاجیکستان است که در ولایت سغد واقع شده‌است.